# 三多路 (樹林區)
三多路（Sanduo Rd.）位於中華民國新北市樹林區光興里，南北接保安街二、三段及光武街，北通中正路，為樹林的新道路，為樹林至新莊的新重要幹道

## 說明
- 2002年起，軍方於此地的光華營區遷出後，由當時的縣政府收回做整體重新規劃，為改善附近聯外交通品質，因此，興建此路。
- 台灣高鐵高架路段跨越此路上方。
- 三多國中位於本路與保安街二段之間。

## 沿經區域
- 樹林區
- 新莊區

## 主要設施
- 三多國中